# Krešimir I.

Krešimir I., hrvaški vladar, domnevno je vladal med letoma 935 in 945, *?, † 945 (?).
Domnevno naj bi bil sin Trpimirja II.  in domnevno oče Miroslava ter  Krešimirja II. Po popu Dukljanu naj bi Krešimir zavzel Bosno. Obstaja tudi možnost, da se v osebi Krešimirja II. skrivata kar dva vladarja, pri čemer je bil starejši Krešimir, sin Trpimirja, v resnici vladar iz srede 9. stoletja, v 10. stoletju pa bi tako vladal neki drugi Krešimir (Krešimir II.) Dejansko je sporna tudi datacija Krešimirjeve vladavine v 10. stoletju. Zadevo je namreč dodatno zapletlo odkritje nekega dokumenta, ki vladavino Krešimirja postavlja v čas približno med letom 926 in vsaj do leta 950, in če je ta dokument avtentičen, potem je nemogoče, da bi po Tomislavovi smrti vladal kakršenkoli Trpimir II.